# Peltophorum racemosum
Peltophorum racemosum là một loài thực vật có hoa trong họ Đậu. Loài này được Merr. miêu tả khoa học đầu tiên.